# Nürensdorf
Nürensdorf (Mundartname: Nüereschtoorff, volkstümlich: Nüeri) ist eine Gemeinde des Bezirks Bülach im  Kanton Zürich in der Schweiz.

## Geographie

### Lage
Nürensdorf liegt auf der Westflanke des sanften Hügels, der die Stadt Zürich von Winterthur trennt. Das Zentrum von Nürensdorf liegt auf 502 m ü. M. Der Unterschied vom tiefsten zum höchstgelegenen Ortsteil ist aber beträchtlich. Die gesamte Gemeindefläche beträgt 1009 ha. Davon entfallen auf die Landwirtschaft 46,6 %, auf Wald 31,2 %, auf die Siedlungen 16,7 % und auf den Verkehr 5,5 % (Stand 2018).
Der alte Dorfkern umschliesst die Hauptkreuzung, die mit einer Lichtsignalanlage ausgerüstet war. Bei deren Erstellung in den frühen 70ern war dies die einzige Lichtsignalanlage in allen umliegenden Gemeinden, worüber man in Nürensdorf, als Zeichen der Moderne, stolz war. Im Jahre 2016 wurde diese Lichtsignalanlage zurückgebaut und wich einem Kreisel.

### Gemeindegliederung

Luftbild (1964)

Die Gemeinde umfasst neben dem Dorf Nürensdorf auch die Ortsteile Birchwil, Oberwil und Breite sowie die Weiler Breitenloo, Hakab und Kleinhaus. Per 1. Januar 2024 wechselte der Weiler Obholz von der Stadt Kloten zur Gemeinde Nürensdorf.
Die umliegenden Ortsteile und Weiler sind verhältnismässig weit gestreut: Ein Wald trennt die Teile Birchwil und Oberwil von Nürensdorfs Kern. Die Breite und Kleinhaus liegen über 100 Höhenmeter höher, ebenfalls abgetrennt durch Waldstücke.

### Nachbargemeinden
Nürensdorf grenzt an die Orte Bassersdorf, Kloten, Oberembrach, Brütten und Lindau. 

## Bevölkerung
2022 waren 33,1 % der Bevölkerung evangelisch-reformiert, 22,3 % römisch-katholisch, und 44,6 % hatten eine andere oder keine Konfessionszugehörigkeit.
Im gleichen Jahr waren 18,8 % der Bevölkerung jünger als 20 Jahre und 22,8 % älter als 64 Jahre alt. Der Ausländeranteil betrug 16,5 %.
| Jahr      | 1467    | 1634 | 1799 | 1850 | 1900 | 1950 | 1970 | 2000 | 2005 | 2010 | 2015 | 2020 | 2022 | 2024 |
| --------- | ------- | ---- | ---- | ---- | ---- | ---- | ---- | ---- | ---- | ---- | ---- | ---- | ---- | ---- |
| Einwohner | ca. 145 | 409  | 832  | 1114 | 1068 | 777  | 2012 | 4514 | 4749 | 5170 | 5464 | 5616 | 5698 | 5834 |

Die ursprüngliche Exklave Baltenswil wurde 1931 von Nürensdorf abgetrennt und der Nachbargemeinde Bassersdorf zugeteilt.

## Politik
Christoph Bösel (SVP) ist Gemeindepräsident (Stand November 2023).
Bei der Nationalratswahl 2019 erreichten die Parteien folgende Wähleranteile: SVP 44,71 %, FDP 16,56 %, glp 11,18 %, SP 9,01 %, Grüne 6,13 %, CVP 3,47 %, EVP 3,32 %, BDP 2,33 %, EDU 1,97 %, und andere (8) 1,35 %.
Die Wähleranteile bei der Nationalratswahl 2023: SVP 45,71 % (+1,00 %), FDP 13,31 % (−3,24 %), SP 10,39 % (+1,38 %), glp 9,55 % (−1,63 %), Die Mitte 8,81 % (+3,01 %), Grüne 3,58 % (−2,55 %), EVP 2,92 % (−0,41 %), EDU 2,64 % (+0,67 %), Aufrecht Zürich 1,85 %, andere (11) 1,26 %.

## Wappen
Blasonierung:
Geteilt von Rot und Silber mit einer Lilie in verwechselten Farben
Das Wappen ist angelehnt an jenes der Familie Hess, welche von 1735 bis 1798 die Gerichtsherrschaft in Nürensdorf stellte.

## Kultur
Aus Nürensdorf kam 1982 die Band Hellhammer, eine der einflussreichsten Bands im Bereich des «Extreme Metal», welche vor allem die Subgenres Death Metal und Black Metal bestimmend beeinflusst hat und als Pionierband des Black Metal gilt. Die Nachfolgergruppe Celtic Frost wurde 1984 ebenfalls in Nürensdorf gegründet.

## Wirtschaft und Infrastruktur
Ursprünglich war Nürensdorf ein Bauerndorf. Noch immer gibt es 23 Landwirtschaftsbetriebe, welche selbsttragend arbeiten. Das Dorf verfügt neben zahlreichen Kleinbetrieben in den typischen Handwerkerbranchen über einen zentral gelegenen Volg, der die Güter des täglichen Bedarfes anbietet. Eingegliedert ist darin auch eine Metzgerei. Die ehemalige «Schlossbraui Nürensdorf» wurde über 100 Jahre nach der Betriebseinstellung im April 2006 wieder in Betrieb genommen.
Nürensdorf ist der Standort eines 380-kV-Unterwerks der Nordostschweizerischen Kraftwerke in der Breite. Dort enden 220-kV-Grobverteilleitungen sowie die Vorableitung, die 380-kV-Leitungen Bonaduz-Breite und Breite-Beznau-Laufenburg.

### Kindergarten und Schulen
Die Gemeinde hat Kindergärten sowie zwei Primar- und Oberstufen.

### Verkehr
Nürensdorf ist im Zürcher Verkehrsverbund mit der Buslinie 660 von Winterthur und Bassersdorf her zu erreichen, wo die nächsten Bahnhöfe sind; ebenso verkehren in Stosszeiten zwei weitere Busse, einer davon ist die Linie 767, welche von Brütten zum Bassersdorfer Bahnhof führt. Der andere Bus fährt von Effretikon zum Zürcher Flughafen. Dort gibt es ebenfalls Anschluss ans S-Bahn- und Fernverkehrsnetz. Der Nachtbus von Winterthur nach Zürich und umgekehrt führt auch durch Nürensdorf.

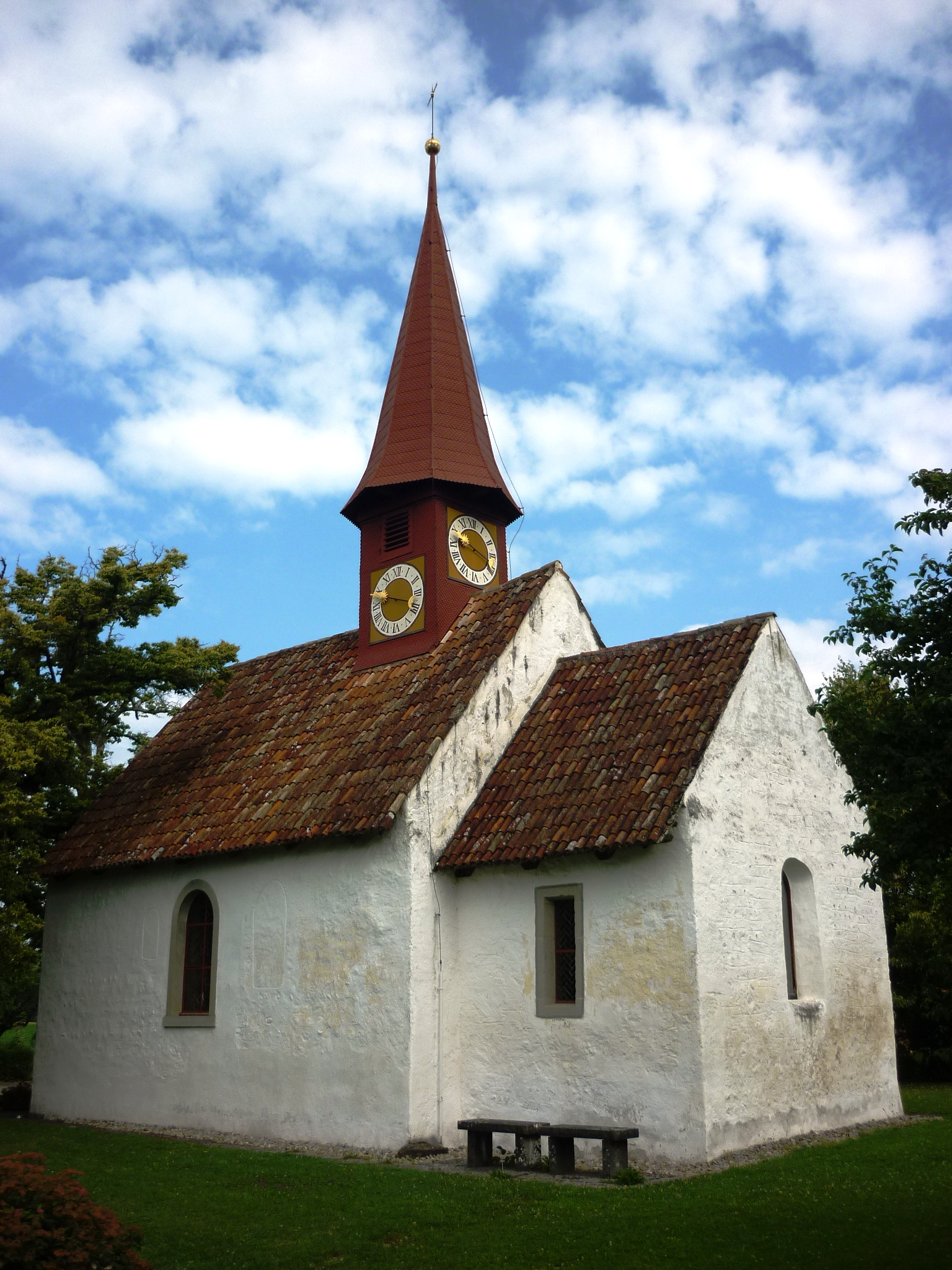
Oswaldkapelle in Breite

## Sehenswürdigkeiten
In der Breite steht die St. Oswald-Kapelle, welche im 12. Jahrhundert erbaut wurde. Erstmals erwähnt wurde sie 1370 im Liber marcarum der Diözese Konstanz. Die Kapelle wurde 1650 das erste Mal umfassend renoviert und bekam 1775 ein von Christian Heinrich Zeller erbautes Uhrwerk. Die Glöcklein der Uhr kommen aus vorreformatorischer Zeit und tragen die Inschriften ave maria gratia plena und ihs nasarenus rex juderum.

## Sonstiges

### Aktuelle Bevölkerungsanliegen
In jüngster Zeit hat in Nürensdorf vor allem das Thema Fluglärm für Diskussionen gesorgt. Der Dorfkern liegt in der Verlängerung der Ostpiste des Flughafens Zürich. Eine einseitige Kanalisierung der Anflüge im Osten würde der Gemeinde folglich massiv mehr Fluglärm bescheren.

### Medien
Da Nürensdorf zum Bezirk Bülach im Kanton Zürich zugehört, ist das offizielle Publikationsorgan der Gemeinde der Zürcher Unterländer. Nebenher gibt es noch ein Lokalblatt, den Dorf-Blitz, der mit den Gemeinden Brütten und Bassersdorf geteilt wird, sowie eine gemeindeinterne Schülerzeitung, welche von der Schulgemeinde Nürensdorf vierteljährlich gratis an alle Haushalte der Gemeinde verteilt wird.

## Persönlichkeiten
- Heinrich Morf (1818–1899), Pädagoge
- Hans Jakob Schmid (1856–1924), Lithograph